# 血は立ったまま眠っている
『血は立ったまま眠っている』（ちはたったままねむっている）は、寺山修司が23歳のときに書いた戯曲である。1960年、『文學界』に発表された。「一本の木にも流れている血がある そこでは血は立ったまま眠っている」という寺山自身の詩から生まれたものである（寺山はこの作品を「処女戯曲」と読んでいるが、実際には1956年に『忘れた領分』という劇を書いている）。
安保闘争の時代背景の中、兄弟の如く寄り添う若きテロリスト二人を筆頭に、若者たちの心の葛藤や怒りを生き生きと描いている。

## 舞台
- 1960年、浅利慶太演出で、劇団四季により上演された。
- 寺山によれば、早稲田大学の劇団が上演した際に、東由多加らと出会ったことが演劇実験室・天井桟敷結成の直接の動機になったという。
- 2010年1月、蜷川幸雄演出で、Bunkamuraシアターコクーンにて上演された（キャスト等は以下のとおり）。

## 2010年1月上演時のキャスト
- 良 - 森田剛
- 灰男 - 窪塚洋介
- 夏美 - 寺島しのぶ
- 床屋 - 六平直政
- 老人 - 三谷昇

## スタッフ
- 演出 - 蜷川幸雄
- 音楽 - 朝比奈尚行／遠藤ミチロウ
- 美術 - 中越司
- 照明 - 服部基
- 協力 - 九条今日子／テラヤマ・ワールド